# Trotwood
Trotwood est une ville du comté de Montgomery, dans l’État de l’Ohio. Lors du recensement de 2010, sa population s’élevait à 24 431 habitants. Sa superficie totale est de 78,99 km2.

### Source
- (en) Cet article est partiellement ou en totalité issu de l’article de Wikipédia en anglais intitulé « Trotwood, Ohio » (voir la liste des auteurs).